# El General (Costa Rica)
El General es un distrito del cantón de Pérez Zeledón, en la provincia de San José, de Costa Rica.

## Ubicación
Ubicado por carretera a unos 6 km de San Isidro, puede llegar tomando la autopista al sur hacia Buenos Aires y desviarse frente a las instalaciones del tránsito en Los Chiles.

## Historia
La colonización de General Viejo inicia a finales del siglo XIX. Manuel Estrada fue el primer colono que se asentó en este lugar en 1870. También se resalta a la señora Marta Durán Elizondo, como una de las pioneras. Don Juvenal Venegas, fue el primer Agente Principal de Policía.
En realidad brecha de colonización, ha perdido vigencia con el tiempo a favor de San Isidro, cabecera administrativa del cantón. La razón del asentamiento fueron los suelos fértiles ubicados generalmente a riveras del río, una topografía poco quebrada y que la vía de comunicación pasaba por Rivas, Buena Vista y División, donde se iba a la Zona de los Santos, pobladores de origen. Hoy la Carretera Interamericana tiene otro recorrido.
Este distrito “cuna” del cantón de Pérez Zeledón, con el paso del tiempo ha ido perdiendo a valiosas personas, quienes contribuyeron grandemente con su desarrollo, pero sus habitantes los recuerdan con mucho cariño; entre ellos se menciona a Consuelo Granados, Amancio Venegas y Santos Granados.
Los primeros pobladores blancos, se asentaron en las riberas del río que lleva su mismo nombre, y según cuentan algunos vecinos, iban hasta Dominical a traer jabón y sal, pero aprovechaban el viaje para llevar tabaco, producto que en lancha llegaba hasta Puntarenas.
Diversas razones de supervivencia llevaron a los primeros pobladores a considerar estas tierras como estratégicas e importantes. Una de las principales características era su alta fertilidad para la agricultura. También se ha señalado que el tipo de relieve contribuyó significativamente, ya que la topografía de este distrito es bastante plana.
Además, la accesibilidad terrestre jugó un papel relevante: desde General Viejo se podía pasar a Rivas, de allí a Buena Vista, luego a División, y finalmente a la Zona de Los Santos, de donde emigró la mayoría de los primeros pobladores.
En General Viejo también se fundó la primera escuela de Pérez Zeledón en 1905, durante la administración de Ascensión Esquivel Ibarra, y el primer maestro fue Manuel Monge Zúñiga.  A la cabecera de este distrito se puede llegar por calle pavimentada y con facilidad observamos las estribaciones de la Cordillera de Talamanca.

## Geografía
El General cuenta con un área de 76,88 km² y una altitud media de 710 m s. n. m.
En el distrito se encuentra el río Peñas Blancas (este), quebrada la Hermosa (oeste) y el parque nacional Chirripó. 

## Demografía
Para el  censo de 2022 contaba con una población de 7282 habitantes

## Localidades
- Cabecera: General Viejo
- Poblados: Arepa, Carmen, Chanchos, Hermosa, Linda, Linda Arriba, Miraflores, Paraíso de la Tierra, Peñas Blancas, Quizarrá (parte), San Blas, San Luis, Santa Cruz, Santa Elena, Trinidad.

General Viejo es la cabecera del distrito y la segunda comunidad más poblada. Está dividida en los siguientes barrios:
- General Viejo
- Venecia
- Nuevo General

Peñas Blancas, la comunidad más poblada del distrito, se subdivide en:
- Peñas Blancas
- El Ingenio
- Calle Hidalgo
- San Martín
- Pinar del Río (parte)

Santa Elena incluye los siguientes barrios:
- Santa Elena
- Trinidad
- Las Nubes
- La Paz
- Barrio Nuevo
- Bajo Los Arias
- El Chumpulún
- Calle Guzmán
- Playa Verde
- La Arepa (parte)

La Linda se divide en:
- La Linda
- El Carril
- Paraíso

Además, el distrito incluye otras comunidades y barrios:

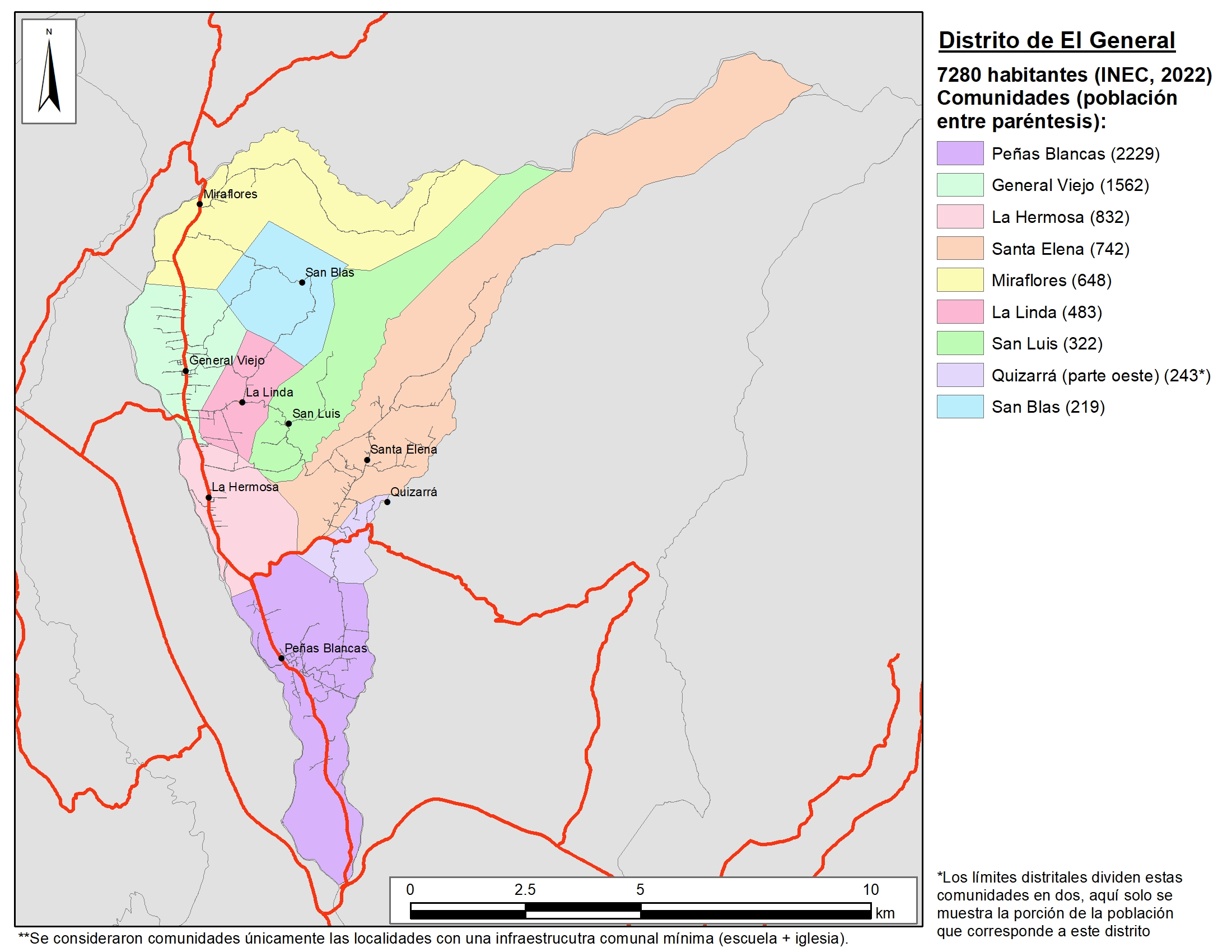
Mapa del distrito de El General

- San Luis
- Miraflores (Carmen)
- Santa Cruz
- San Blas (Linda Arriba)
- La Hermosa, dividida en:
  - La Hermosa
  - La Arepa
  - Quizarrá (parte)
  - Montecarlo (parte)

## Conservación
El  Corredor Biológico Alexander Skutch (CoBAS), el cual incluye la Reserva Los Cusingos se encuentra en este distrito, 

## Economía
Sus actividades económicas son: Caña de azúcar, café y ganadería.
La localidad cuenta con escuela pública, un colegio técnico, una clínica, EBAIS, una parroquia y diversidad de comercios, además de varios sitios turísticos.

### Sitios de interés
- En Santa Elena
  - Reserva Los Cusingos.
  - Eco Campus, Universidad de York.
  - Kinkara Luxury Retreat
  - Kombucha Culture
  - RISE Costa Rica (comunidad Residencial)

## Transporte

### Carreteras
Al distrito lo atraviesan las siguientes rutas nacionales de carretera:
- Ruta nacional 321
- Ruta nacional 322
- Ruta nacional 326

## Galería

### Santa Elena

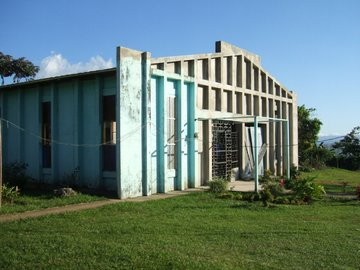
Iglesia de Santa Elena antes de su restauración
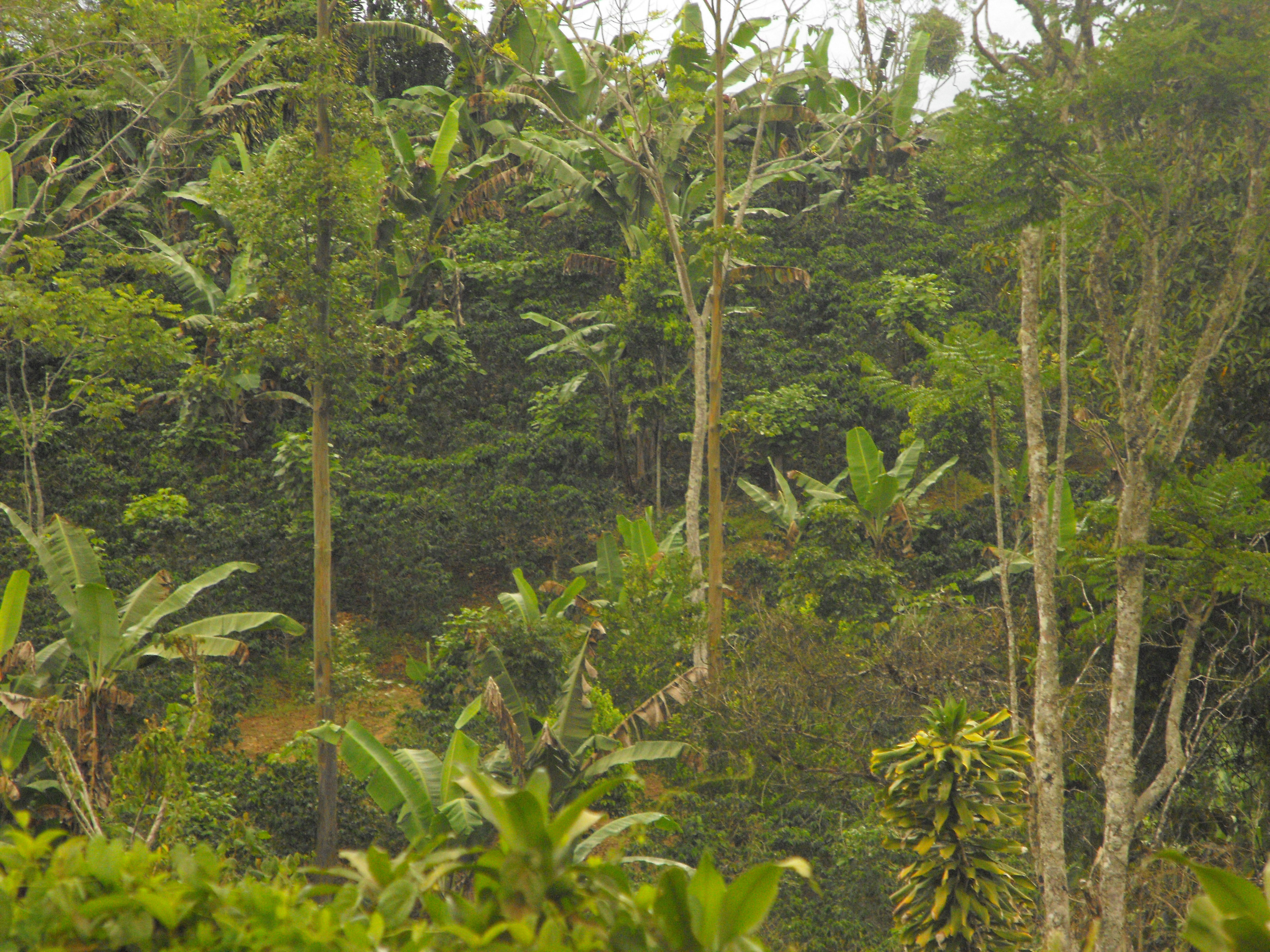
Plantación de café frente a la pulpería de Félix, Santa Elena
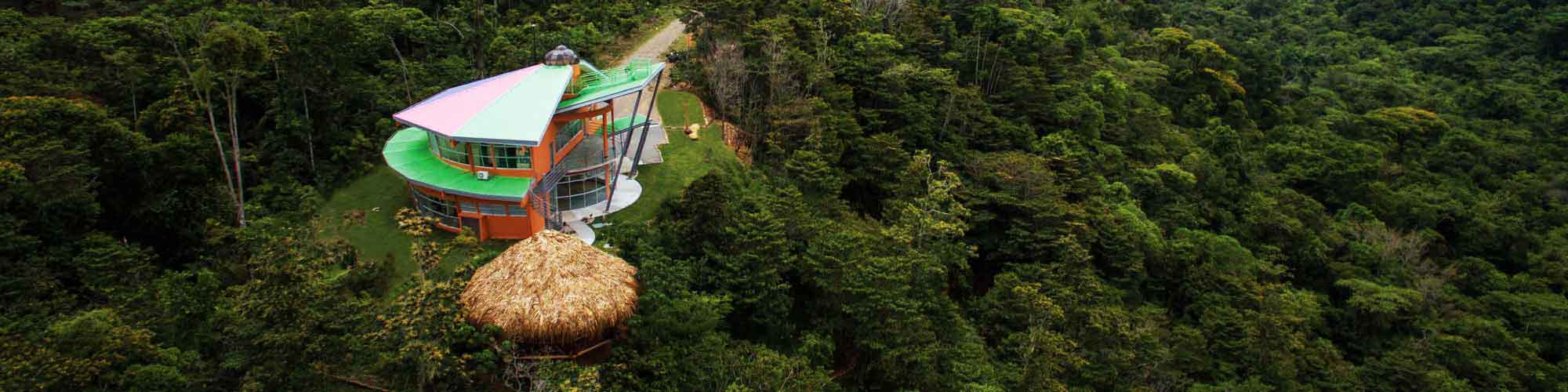
EcoCampus, Universidad de York. Santa Elena